# ヤノマミ族
ヤノマミ族（ヤノマミぞく、ラテン文字:Yanomami、ヤノマモ・ヤノママ;Yanomamo,Yanomamaとも）はアマゾンの熱帯雨林からオリノコ川にかけて広く居住している南米の先住民族の一部族。狩猟と採集を主な生活手段にしている。「ヤノマミ」とはヤノマミ語で「人間」という意味である。

## 概要
ブラジルとベネズエラの国境付近、ネグロ川の左岸支流とオリノコ川上流部に住んでいる。人口は1990年時点でブラジルに1万人、ベネズエラに1万5000人の計2万5000人ほど、現在合わせて約2万8000人といわれる。他、3万8000人との調査もある。この人口は、南アメリカに残った文化変容の度合いが少ない未接触部族の中では、最大規模の先住民集団である。
言語の違いと居住地に基づいて4つの下位集団に分けられ、南西部を占めるグループはヤノマメ（Yanomam）、南東部はヤノマム（Yanomam）、北西部はサネマ（Sanma）、北東部はヤナム（Yanam）とよばれる。言語帰属について、チブチャ語族であるとか、カリブ語族に関係があるとか様々な説があるが、はっきりしない。

## 生活習慣

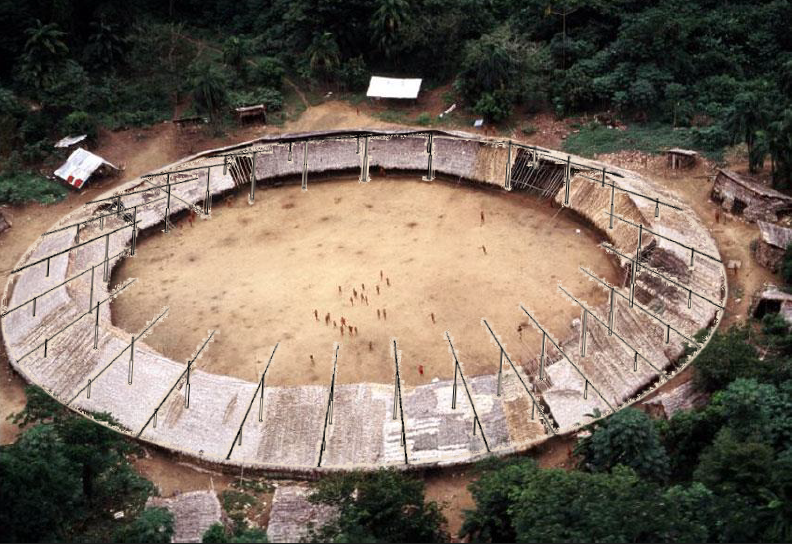
シャボノ集落

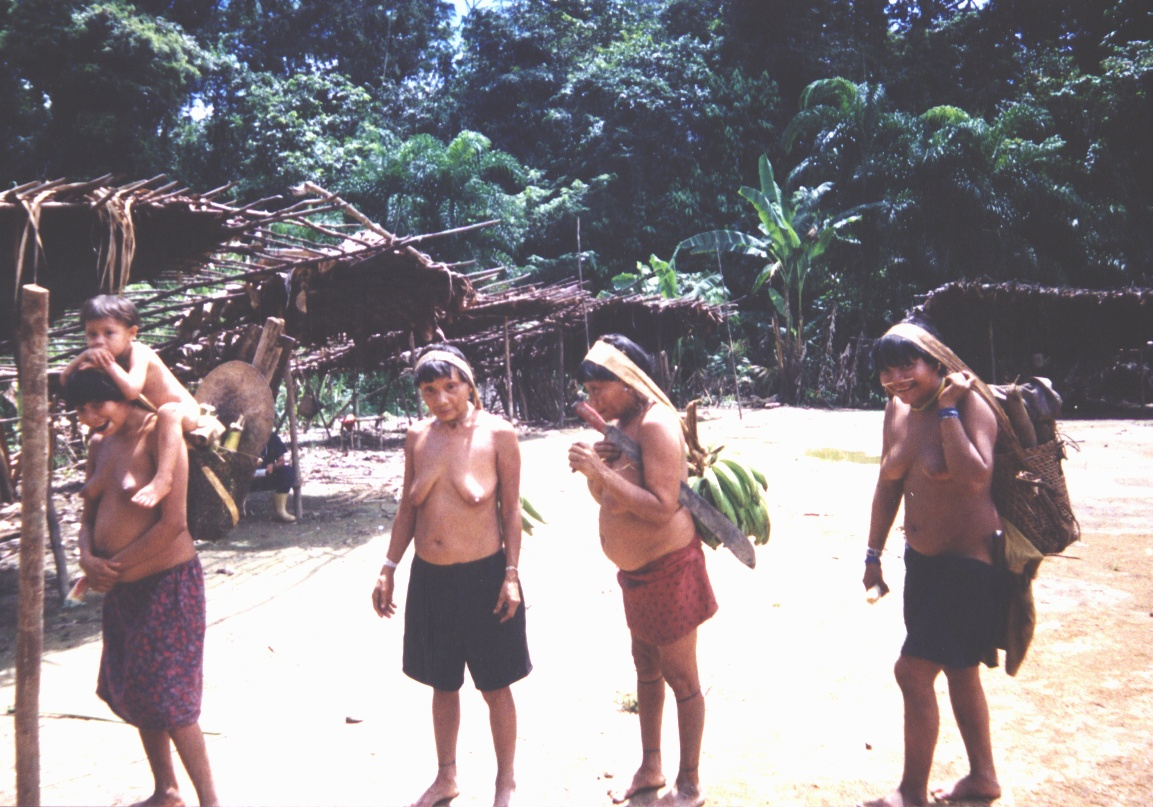
ヤノマミの女性たち、ベネズエラ

以下は彼らの伝統的生活習慣である。彼らは、巨大な木と藁葺きで作られたシャボノと呼ばれる家に住んでいる。シャボノは円形で、中央の広場をぐるっと囲む形になっている。中央に広場のようなスペースを設けているのは、ここに精霊が降りてくると信じられているからである。多くの家族がシャボノの中で、それぞれのスペースを割り当てられて一緒に暮らしている。プライバシーの概念が無いため仕切りは無い。
衣服はほとんど着ていない（初潮を経た女性は陰部を露わにすることを禁じられ、ロインクロスを付けて陰部を隠す）。
主な食物は、動物の肉、魚、昆虫、キャッサバなど。その特徴として、調味料としての塩が存在せず、摂取する塩分が極端に少ないことが上げられる。彼らは最も低血圧な部族として有名だが（最高血圧100mmHg前後、最低血圧60mmHg）、それはこのことと密接な関係があるものと思われる。また加齢にともなう血圧上昇も見られない。
狩猟採集や漁撈だけでなく、料理用バナナやキャッサバなどの焼畑農耕も行っている。

## 社会
ヤノマミ族は現在のところ、民族内部での戦争状態が断続的に続いている。彼らの社会は100以上の部族、氏族に村ごとに別れて暮らしているが、他の村との間の同盟は安定することはまれで、同盟が破棄され戦争が勃発することが絶えない。このような状況におかれた人間社会の常として、ヤノマミ族では男性優位がより強調される傾向がある。肉体的な喧嘩を頻繁に行い、いったん始まると周囲の人間は止めたりせず、どちらかが戦意を喪失するまで戦わせるといった気風にもそれが現れている。
また、近年、ヤノマミ族の居住地域で金が発見され、鉱夫の流入は疾病、アルコール中毒、暴力をもたらした。ヤノマミ族の文化は厳しく危険にさらされ、第一世界からの寄付金によるブラジルとベネズエラの国立公園サービスによって保護されており、ナイフや服などが時折支給される。
都市住民と比べて種々の病気に対する抵抗力が弱い。2009年11月、ベネズエラ領内で新型インフルエンザのため8人のヤノマミ族の死者が出たことが伝えられている。2020年、世界的に流行した新型コロナウイルスでは、ヤノマミにも到達し、死者が出ている。原因は、違法に入り込んだ鉱山業者などから感染したものと見られている。
ヤノマミ族の間では、シャーマニズム信奉から「病の原因は悪霊」と考えられている。シャーマンがジョポ（幻覚剤）を筒から鼻腔内に吸い入れることにより悪霊を幻視し、悪霊を地面に「捨て」て、病を祓う。彼らの中では、悪霊は地下に存在すると考えられているため、この一連の動作により、悪霊を元いた場所に還すという意味を成す。ジョポはシャーマンのみならず、14～15歳になった村の少年たちの間でも通過儀礼として自ら使用し、精霊や悪霊を視る慣習がある。

## 出産
女子は平均14歳で妊娠・出産する。出産は森の中で行われ、へその緒がついた状態（＝精霊）のまま返すか、人間の子供として育てるかの選択を迫られる。精霊のまま返す時は、首を絞め窒息死させた後、ヘソの緒がついた状態でバナナの葉にくるみ、シロアリのアリ塚に放り込む。その後、シロアリが食べつくすのを見計らい、そのアリ塚を焼いて精霊になったことを神に報告する。（ただし、シロアリの主食はアリと違って枯れ木や枯草である）
また、寿命や病気などで民族が亡くなった場合も精霊に戻すため、同じことが行われる。
いわゆる価値相対主義をとらずに、先進国（近代社会）の観点から記述すれば、ヤノマミ族は技術的に人工妊娠中絶が出来ないため、資源的・社会的に親にとってその存在が「生育不能」「不必要」である子供は、森の中で白アリに食べさせる形での嬰児殺しによって殺害される。嬰児殺しの権利は形式上は母親にあるが、男尊女卑である以上、実際は子供の遺伝的父親や、母親の父親・男性庇護者の意思、村の意思が強く反映する。ヤノマミの間では、これを「子供を精霊にする」と表現する。

## 論争
ヤノマミ族を三十年にわたって調査を続けたアメリカの人類学者ナポレオン・シャグノン（共同研究者はジェームズ・ニール ）によるヤノマミ族の血液研究に関して倫理的な論争が発生した。ヤノマミ族の伝統宗教では、人の死後に肉体の一部を残すことを禁じているのにかかわらず、血液サンプルの提供者は、サンプルが実験のために無期限に維持されることを警告されなかった。何人かのヤノマミ族の代表者がシャグノンのもとへ返還を要求する手紙を送った。科学者はサンプルを返すか破壊すると約束したが、明確な動きがないままの状況が続いている。シャグノンは30年にわたりヤノマミ族の風俗を詳細に記録していたが、1990年以降ベネズエラ政府から調査を拒否された。
2000年にパトリック・ティアニー（Patrick Tierney）が「エルドラドの闇」（Darkness in El Dorado）を公表して以来、論争は激化している。この本では、シャグノンらがベネズエラとブラジルで1960年代に研究されたヤノマミ族の人たちに繰り返し害を引き起こしており、時には死をもたらしていると非難している。人間行動進化学会の会長ジョン・トゥービーはシャグノンらを擁護しティアニーの批判に反論した。2000年にはミシガン大学が、2001年にはカリフォルニア大学サンタバーバラ校が独自の調査によって、不正を行ったのはシャグノンではなくティアニーであると結論した。例えばティアニーが自著で依拠したインタビューは全て、シャグノンが本の中で批判し怒らせたローマカトリック教会（サレジオ会）のメンバーのものだった。
ほかにもスティーブン・ピンカーはこの批判が捏造であると述べ、ティアニーらが「人類の行動を生物学的に説明すること...への自動的な反発」から批判を行ったと認めていると指摘している。
しかしアメリカ人類学協会（American Anthropological Association）はティアニーとその支持者の申し立てを受けて調査委員会を再度立ち上げた。2002年に委員会は、ティアニーの告発には根拠が無く大きく歪められていると指摘したものの、シャグノンらが倫理コードに違反する行動を取り、またヤノマミ族を「どう猛な」と表現したことで心理的に傷つけたとする報告書を提出した。しかし2005年には、委員の一人がティアニーの情報源であり共同批判者であったテレンス・ターナーの友人で元学生だったこと、調査委員が面接したヤノマミ族の情報提供者がティアニーと親しい関係にあったこと、その他、シャグノンらに不公平な手法で調査が行われたことを理由として、2002年の報告書を無効にすることを846対338票で可決した。また2005年の報告では
- ヤノマミ族とイェクアナ族の代表者が、シャグノンとニールが現地民の感染症の拡大を防ぐために立ち上げた基金と彼らの「優しさ」に感謝する声明を出したこと
- 国際遺伝疫学学会やアメリカ遺伝学会も同様の調査を行ったが、シャグノンとニールが倫理的に不当な行動を行った証拠を見つけられなかったこと

などが記されている。

## 鉱山業者との対立
1993年、ブラジル・ロライマ州のヤノマミ集落で16人が金採掘業者に虐殺された。
2012年7月、ベネズエラ南部のブラジル国境付近に居住していたヤノマミ族の村を、越境してきたブラジルの鉱山業者が襲撃、村が焼き払われ約80人が死亡したとの報道がなされた。しかしベネズエラ当局による調査では虐殺の証拠が得られず、その後、虐殺を告発したNGOは「採掘業者による攻撃はなかった」として主張を撤回した。

## ベネズエラ軍と争い
2022年3月20日、先住民族とベネズエラ軍がWi-Fiの使用を巡って争いになり、軍が発砲、先住民族側の4人が死亡。ヤノマミと軍はこの一帯でWi-Fiを共同使用する約束を結んでいたが、ルーターを持つ軍が無断でWiFiのパスワードを変更したことで抗議しに行ったという。